# Медуница неясная
Медуни́ца нея́сная, или Медуни́ца тёмная (лат. Pulmonária obscúra) — вид невысоких многолетних травянистых растений из рода Медуница семейства Бурачниковые (Boraginaceae). У растений этого вида наблюдается нечастое среди цветковых растений явление изменения окраски венчика в процессе цветения: розовые в начале, к концу цветения венчики становятся синими.
Используется как декоративное растение. Медонос.
Ранее этот таксон нередко рассматривали как подвид или разновидность медуницы лекарственной (Pulmonaria officinalis).

## Название
Научное родовое название Pulmonaria происходит от латинского pulmo — «лёгкое» (pulmonalis — «лёгочный») и связано с применением растений этого рода для лечения лёгочных заболеваний. Русское название рода, используемое в научной и научно-популярной литературе — медуница — совпадает с традиционным русским названием рода и связано с медоносными свойствами представителей рода: в цветках растения содержится много нектара, к тому же это один из самых ранних медоносов.
Видовой эпитет «obscura» можно перевести с латинского как «тёмный», «неясный», «тайный», «таинственный». Из-за того, что видовой эпитет допускает различные переводы, в литературе встречаются различные русские наименования вида: медуница неясная, медуница тёмная; последнее название может быть объяснено тем, что листья этого вида имеют равномерную зелёную окраску в отличие от другого вида, медуницы лекарственной (Pulmonaria officinalis), у которой на листьях имеются многочисленные светлые пятна.
Как и некоторые другие растения, цветущие очень рано, сразу после таяния снега, медуницу неясную в некоторых регионах России называют «подснежником».

## Распространение
На территории России этот вид медуницы растёт в европейской части, большей частью в хвойно-широколиственных и широколиственных лесах, оврагах, зарослях кустарников.

## Ботаническое описание
Растения этого вида — многолетние травянистые корневищные растения высотой до 30 см. Весной надземная часть растения представляет собой лишь прямостоячий стебель с цветками и небольшими листьями, летом же, после увядания стебля, надземная часть состоит из довольно больших прикорневых листьев.

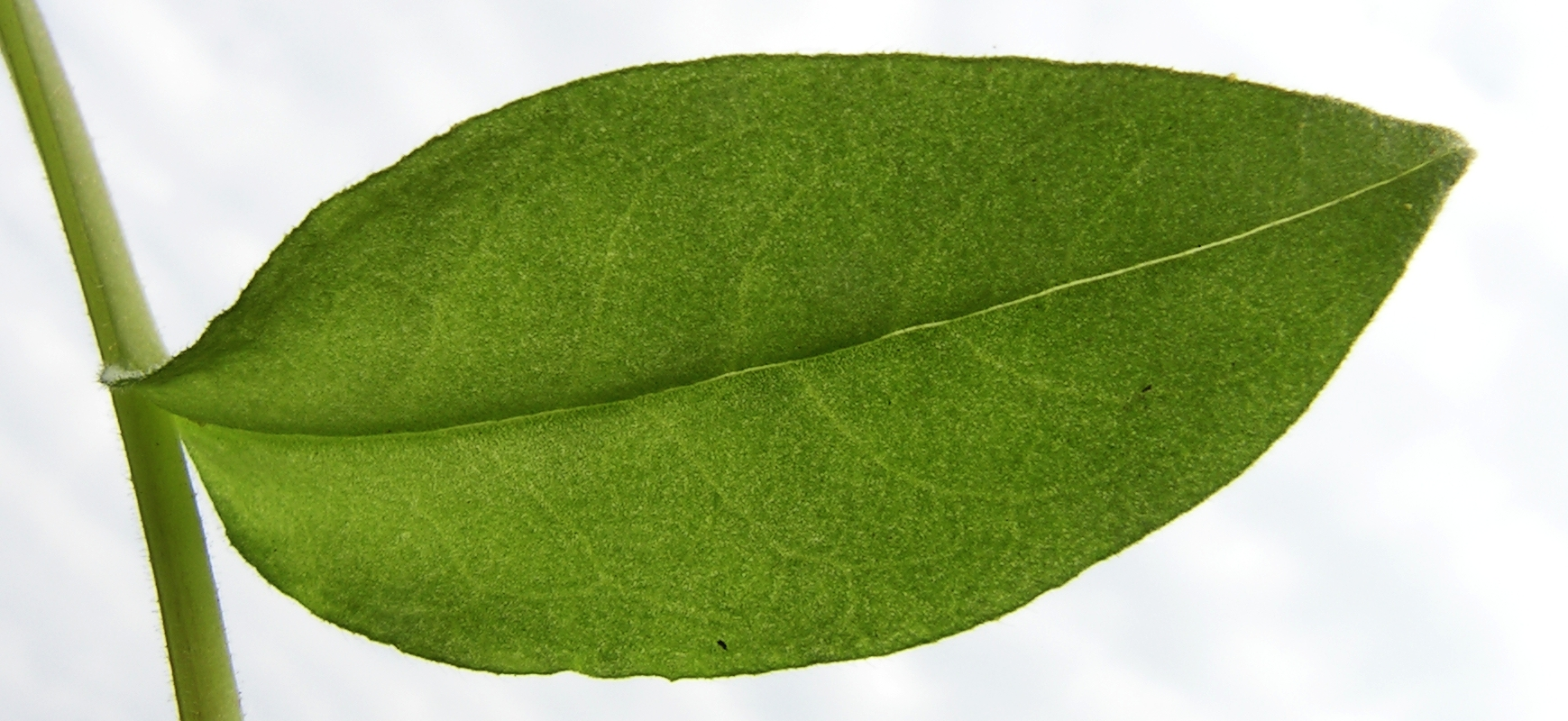
Медуница неясная. Сидячий стеблевой лист

Листья — яйцевидные или продолговатые, заострённые на верхушке, с цельным или слегка городчатым краем. Стеблевые листья отличаются от прикорневых: первые — сидячие, небольшие, почти без волосков; вторые — существенного большего размера (от 5 до 20 см), жёсткощетинистые, с довольно длинным крылатым черешком, прикорневые листья начинают расти после того, как растение зацветёт (или даже после цветения).

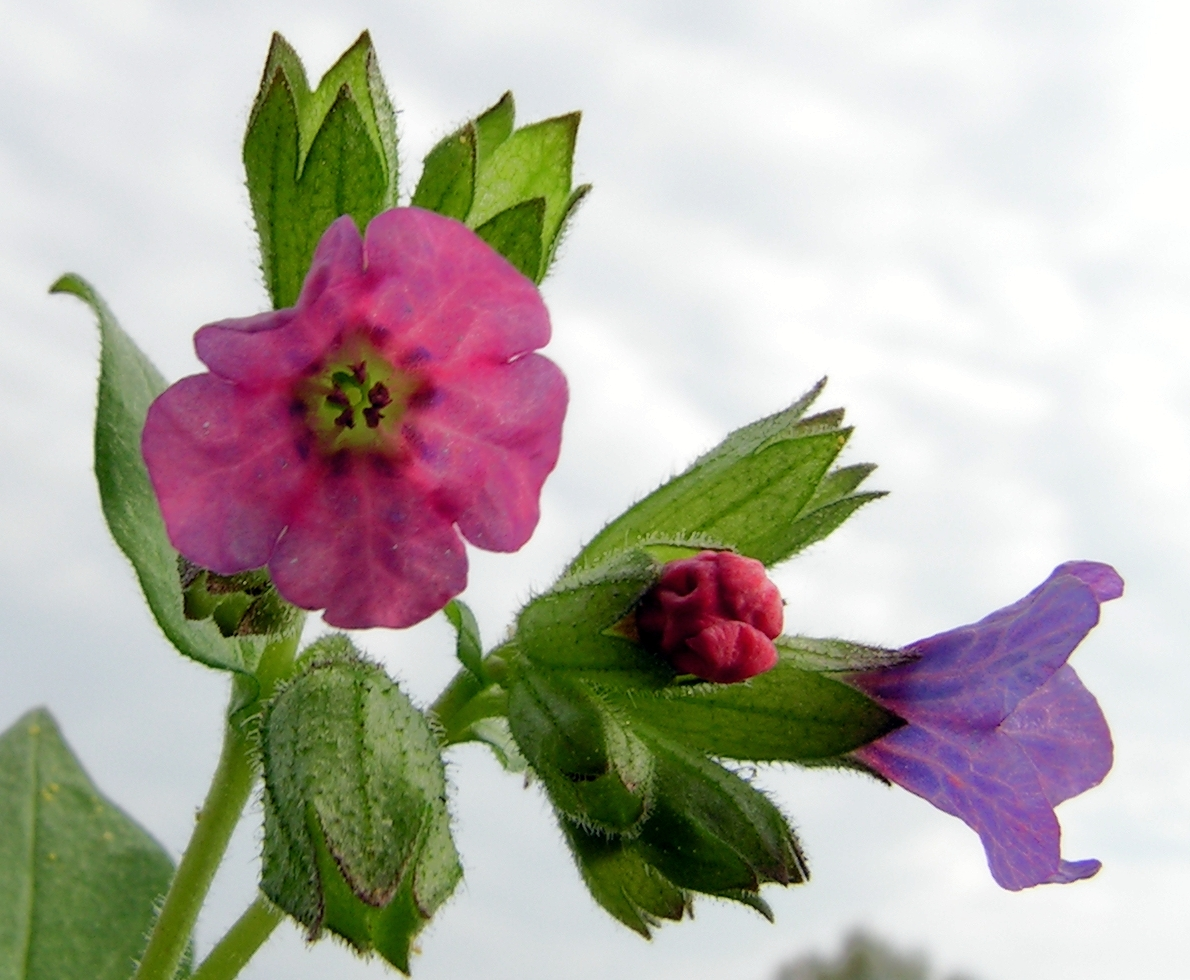
Медуница неясная. Розовый цветок — в начале цветения, синий — в конце

Цветки с двойным околоцветником. Чашечка сростнолистная, колокольчатая, пятизубчатая, в верхней части слегка расширенная, рассечённая менее чем на треть длины. Венчик актиноморфный, трубчато-колокольчатый, пятидольный, с открытым зевом, в котором находятся пять пучков волосков, и развитой трубкой; отгиб венчика почти равен трубке. Тычинок пять. Столбик цельный, голый, с цельным головчатым рыльцем. Цветки собраны в рыхлые верхушечные завитки. Завязь верхняя.
В бутонах и в начале цветения венчик розовый, позже его окраска становится синей или лиловой, часто на одном растении имеются цветки различной окраски. Изменение цвета объясняется изменением кислотности клеточного сока в венчиках цветков медуницы (клеточный сок в бутонах и молодых цветках имеет кислую реакцию, но ближе к концу цветения становится слабощелочным) и связано со свойствами красящего вещества антоциана: кислые растворы, в которых он содержится, — розовые, а щелочные — синие. Подобное изменение окраски венчика наблюдается и у некоторых других растений из семейства Бурачниковые, — например, у представителей рода Незабудка (Myosotis): бутоны у них обычно розовые, а сами цветки голубые.
Возможно, изменение цвета венчика имеет информационное значение для насекомых-опылителей, но до конца приспособительное значение этого явления неясно.
Цветение в условиях средней полосы европейской части России — в апреле — мае. Опыление происходит с помощью насекомых (пчёлы, шмели); нектар в цветке защищён от всех неэффективных опылителей длинной трубкой венчика.
В качестве приспособления для перекрёстного опыления для медуницы неясной характерна диморфная гетеростилия: у разных растений может быть различная длина столбиков и тычиночных нитей (у одних растений столбики короче тычинок, у других — тычинки короче столбиков). Суть этого приспособления состоит в том, что насекомое, касаясь пыльников в цветке одного типа, пачкает своё тело пыльцой в тех местах, которые соответствуют рыльцу столбика в цветке другого типа. У растений с длинным столбиком тычинки не выступают из венчика, у растений с коротким столбиком из венчика слегка выдаются лишь пыльники.
Плод распадается на четыре гладких блестящих орешковидных доли с мясистыми присемянниками (ариллусами), которые привлекательны для муравьёв. Созревает в мае — июне.

## Значение и применение
Листья съедобны, в них содержится много аскорбиновой кислоты и других витаминов; весной их можно использовать для приготовления салатов.
В народной медицине медуницу неясную применяют при лечении лёгочных заболеваний как смягчающее и противовоспалительное средство. Также растение применяется при геморроидальных и носовых кровотечениях, при диатезе, малокровии и воспалительных процессах в желудке и кишечнике.
Ранний медонос. Пчёлы и шмели при тихой погоде активно работают в первой половине дня. Выделение нектара начинается при температуре 5—6°С. В условиях Беларуси и Рязанской области характеризуется средней нектарной продуктивностью 76 кг/га. Продуктивность нектара цветком 0,45—1,0 мг с концентрацией сахара по одним данным 17%, по другим 42,8%. В широколиственном лесу наибольшая продуктивность нектара 5 кг/га. Продуктивность пыльцы пыльником 0,2 мг, растения 12,1 мг. Пчёлы в основном посещают розовые цветки, так как в синих нектар уже использован другими насекомыми.
Изредка этот вид медуницы выращивают как садовое растение.
|  |  |  |

## Таксономия[14]
Pulmonaria obscura Dumort., 1865,  Bull. Soc. Roy. Bot. Belgique 4: 341
Вид Медуница неясная относится к роду Медуница семейства Бурачниковые (Boraginaceae) порядка Бурачникоцветные (Boraginales). Кладограмма в соответствии с Системой APG IV по состоянию на июнь 2023 года:
|  |                                      |  |                                   | порядок Бурачникоцветные |  | семейство Бурачниковые - 153 ботанических рода |  | род Медуница - 28 ботанических видов |  | Медуница неясная |
|  |                                      |  |                                   | порядок Бурачникоцветные |  | семейство Бурачниковые - 153 ботанических рода |  | род Медуница - 28 ботанических видов |  | Медуница неясная |
|  | отдел Цветковые, или Покрытосеменные |  |                                   |                          |  |                                                |  |                                      |  |                  |
|  |                                      |  |                                   |                          |  |                                                |  |                                      |  |                  |
|  |                                      |  | ещё 63 порядка цветковых растений |                          |  |                                                |  |                                      |  |                  |
|  |                                      |  |                                   |                          |  |                                                |  |                                      |  |                  |